# Patente

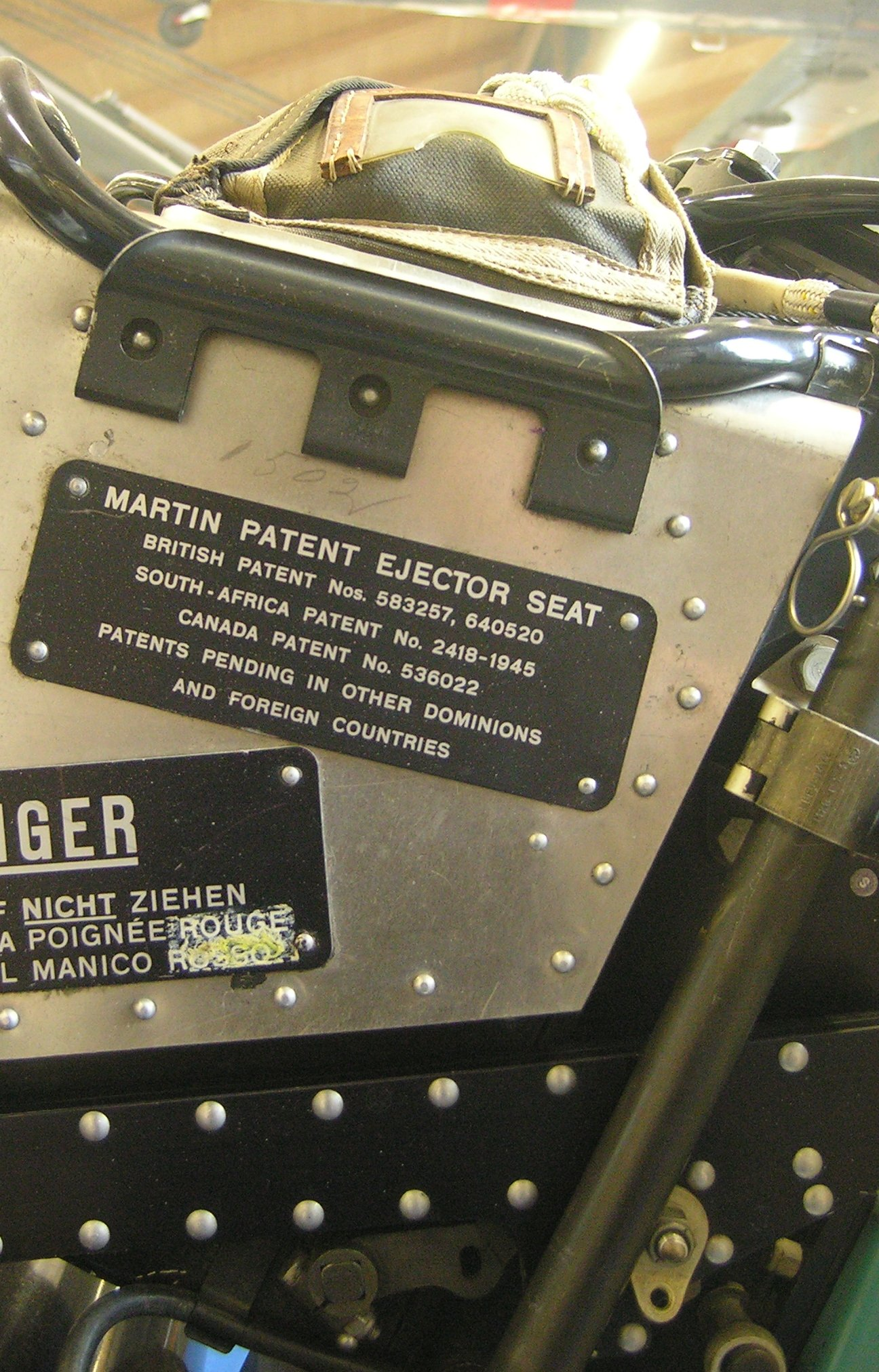
Números de patente.

Una patente (a veces especificada como patente de invención) es un conjunto de derechos exclusivos concedidos por un Estado al inventor de un nuevo producto o procedimiento, susceptible de ser comercializado por un período limitado de tiempo, a cambio de la anunciación del descubrimiento o hallazgo. La concesión de la patente crea legalmente un monopolio en ese Estado para la invención patentada, y se enmarca dentro de la propiedad industrial, que a su vez forma parte del régimen de propiedad intelectual.

## Definición
La patente es un derecho otorgado por el Estado que permite explotar en exclusiva un invento o sus mejoras. Este derecho concede al titular de la patente exclusividad e impide a terceros hacer uso de la tecnología patentada. El titular de la patente es el único que puede hacer uso de la tecnología que reivindica en la patente o autorizar a terceros a implementarla bajo las condiciones que el titular fije. Las patentes son otorgadas por los Estados por un tiempo limitado que actualmente, según normas del ADPIC es de veinte años. Después de la caducidad de la patente cualquier persona puede hacer uso de la tecnología de la patente sin la necesidad del consentimiento del titular de ésta. La invención entra entonces en el dominio público
El titular de una patente puede ser una o varias personas nacionales o extranjeras, físicas o jurídicas, combinadas de la manera que se especifique en la solicitud, en el porcentaje allí mencionado. Los derechos de las patentes caen dentro de lo que se denomina propiedad industrial, y, al igual que la propiedad inmobiliaria, estos derechos se pueden transferir por actos entre vivos o por vía sucesoria, pudiendo: rentarse, licenciarse, permutarse o heredarse. Las patentes pueden también ser valoradas, para estimar el importe que quien quiera comprarlas debe pagar por ellas, o bien por cuestiones de contabilidad de la empresa que posee la patente.
El término deriva del latín patens, -entis, que originalmente tenía el significado de «estar expuesto, ser evidente» (a inspección pública O privada) y de la expresión letras patentes, que eran decretos reales que garantizaban derechos exclusivos a determinados individuos. Siguiendo la definición original de la palabra, una de las finalidades de la legislación sobre las patentes es la de inducir al inventor a revelar sus conocimientos para el avance de la sociedad a cambio de la exclusividad durante un periodo limitado de tiempo. 
Tradicionalmente, se ha considerado que la razón por la que se concede al inventor un monopolio temporal es para fomentar que las invenciones sean comunicadas a la sociedad y no permanezcan secretas u ocultas. No es tanto por recompensarle por haber encontrado algo nuevo, de lo que la colectividad va también a beneficiarse, sino sobre todo para incitar a los inventores a no guardar en secreto sus inventos.
Otros opinan, por el contrario, que el sistema de patentes desestimula la innovación al permitir que una empresa utilice el monopolio de una patente para aplazar el desarrollo de nuevas innovaciones. La Comisión Federal de Comercio (FTC por sus siglas en inglés) argumentó en 2010 que dar a los fabricantes de productos biológicos cualquier período de exclusividad puede ahogar la innovaciónː «Los medicamentos producidos a través de biotecnología son tanto más complejos y caros de producir que los medicamentos tradicionales cuanto más elevadas son las barreras (establecidas por la propiedad intelectual) para los medicamentos 'biosimilares'»  Dar a los productos biológicos mayor protección —particularmente los 18 años de exclusividad que quiere la industria— animaría a las empresas a utilizar lo que ya tienen en vez de orientarse hacia nuevas invenciones para aplicarlas a necesidades médicas insatisfechas.
Las patentes son una de las opciones para evitar que cualquier persona copie un producto o una maquinaria. Al mismo tiempo, las patentes deberían servir a los efectos de una difusión efectiva y rápida de las nuevas ideas en tecnología, mejorando el acceso a la tecnología y a los servicios adquiridos.
Existen diferentes tipos de patentes, aunque principalmente se dividen en tres categorías:
- Patentes de utilidad, estas patentes incluyen máquinas, aparatos, métodos, procesos, productos, etc.
- Patentes de diseño, de esta categoría forman parte las líneas exteriores, la ornamentación, la textura y estética de algo.
- Patentes de plantas, incluye la clonación de plantas y árboles. 

### ¿Qué es una invención?
Se considera invención toda creación humana que permita transformar la materia o la energía que existe en la naturaleza, para su aprovechamiento por el hombre y satisfacer sus necesidades concretas. Serán patentables las invenciones que sean nuevas (novedad), resultado de una actividad inventiva y susceptible de aplicación industrial o aplicaciones personales.

### ¿Qué es un modelo de utilidad?
Los modelos de utilidad son creaciones técnicas que inciden en la forma, estructura o constitución de productos usuales y frecuentes que atribuyen al producto conformado una mayor utilidad de la que tenía antes de imponerle esa forma nueva. Se trata de una invención de menor entidad que las que se encuentran normalmente previstas y protegidas en las regulaciones sobre patentes de los distintos países.
En el curso del progreso técnico aparecen perfeccionamientos de alcance modesto que, pese a todo, permiten alguna ventaja en la utilización de objetos conocidos. Por ejemplo, la forma biselada de un bolígrafo que impide que se deslice por la mesa. Si bien la conformación dada a ese objeto aumenta su utilidad y resulta ventajosa, no es una invención en sentido estricto por no existir la suficiente altura inventiva. Se someten, por tanto, a una regulación que comparte muchos rasgos con las patentes, pero que suele incluir una menor duración del monopolio temporal y una apreciación menos severa de los requisitos de patentabilidad.
Los modelos de utilidad no deben mezclarse ni confundirse con aquellas modificaciones formales del objeto que tratan únicamente de atraer a los consumidores y hacer más agradable al producto, sin afectar a su utilidad, pues en tal caso estamos dentro del ámbito del diseño industrial.
Validez
Las patentes son derechos territoriales. Por lo general, los derechos exclusivos correspondientes solo tienen validez en el país o la región en los que se ha presentado la solicitud y se ha concedido la patente, de conformidad con la normativa de ese país o región. En cualquier caso, se pueden solicitar patentes en diferentes países.
Duración
La protección por patente se concede por un período limitado, que suele ser de 20 años contados a partir de la fecha de presentación de la solicitud.

### ¿Qué es lo que no se considera invención?
- Los principios teóricos o científicos.
- Los descubrimientos que consistan en dar a conocer o revelar algo que ya existía en la naturaleza, aun cuando anteriormente fuese desconocido para el hombre.
- Los esquemas, planes, reglas y métodos para realizar actos mentales, juegos o negocios y los métodos matemáticos.
- Los programas de computación (software).
- Las formas de presentación de información.
- Las creaciones estéticas y las obras artísticas o literarias.
- Los métodos de tratamiento quirúrgico, terapéutico o de diagnóstico aplicables al cuerpo humano y los relativos a animales
- La mera yuxtaposición de invenciones conocidas o mezclas de productos conocidos, su variación de uso, de forma, de dimensiones o de materiales, salvo que en realidad se trate de su combinación o fusión de tal manera que no puedan funcionar separadamente o que las cualidades o funciones características de las mismas sean modificadas para obtener un resultado industrial o un uso no obvio para un técnico en la materia.

### Lo que no se puede patentar
La siguiente lista no es válida en todos los países; por ejemplo, en los Estados Unidos y en Japón es posible patentar material biológico (genes y proteínas).
- Los procesos esencialmente biológicos para la producción, reproducción o propagación de plantas y animales.
- El material biológico y genético, tal como se encuentra en la naturaleza.
- Las razas de animales
- El cuerpo humano y las partes vivas que lo componen
- Las variedades vegetales y minerales

En algunos países, como en México, la EPO, no se permite, además:
- Los programas de computadora per se; por ejemplo, el código fuente.
- Las formas de presentación de información (por ejemplo, la recopilación de datos, imágenes y otros).
- Los métodos matemáticos
- Los métodos para realizar negocios, juegos o actos mentales.

## Beneficios de una patente
Algunos de los argumentos habituales a favor de las patentes mantienen que los beneficios que una patente le otorga a un inventor son:
- Motiva la creatividad del inventor, ya que ahora tiene la garantía de que su actividad inventiva estará protegida durante 20 años y será el único en explotarla.
- Si la patente tiene éxito comercial, el inventor se beneficia con la o las licencias de explotación que decida otorgar a terceras personas.
- Evita el plagio de sus inventos.
- Debido a que la actividad inventiva no se guardará para el uso exclusivo del inventor, se darán a conocer los beneficios que tiene la invención y se explicará con el suficiente detalle para que otra persona, pasado el plazo de protección, pueda reproducirla.
- Por su parte, el Gobierno, a través de la patente, promueve la creación de invenciones de aplicación industrial, fomenta el desarrollo de la industria y el comercio, así como la transferencia de tecnología.
- Las patentes ofrecen información tecnológica actual y pertinente, que es garantizada por los requisitos de patentabilidad. Asimismo, difunden información nueva y también la que se conoce previamente.
- Las patentes otorgan información que no es divulgada en otros medios e incluye datos del autor, fórmulas y dibujos que facilitan el entendimiento sobre el invento. Se calcula que entre el 70 y el 80 % de la información contenida no es publicada en otro tipo de bibliografía.
- Lo más importante de las patentes es que son públicas, ya que para ser titular de una patente, el solicitante tiene que dar detalles de su invención, que se hacen públicos al concederle la patente.[8]

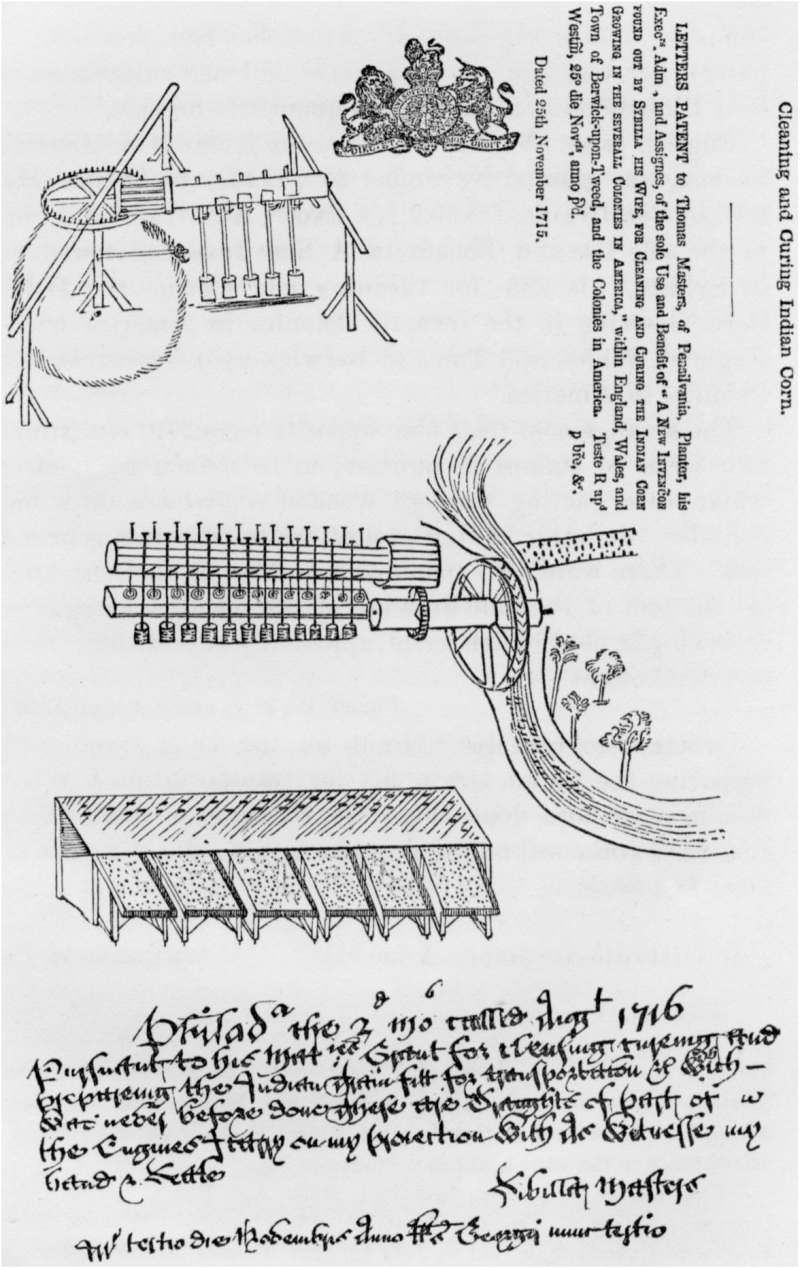
Dibujos de una patente para la limpieza de grano

## Perjuicios del sistema de patentes
Algunos de los argumentos habituales sobre los perjuicios sociales del sistema de patentes son:
- Dificulta la libre difusión de las innovaciones frenando el desarrollo tecnológico.
- Supone obstáculos monopolistas a la libre competencia.
- Dificulta el acceso de los países en desarrollo a las nuevas tecnologías.
- Desincentiva la investigación al establecer un período de utilización exclusiva de una tecnología sin necesidad de mejorarla.

## Vigencia de una patente
La vigencia de las patentes depende de cada país. En México tienen una vigencia de 20 años improrrogables y los modelos de utilidad tienen una vigencia de 10 años igualmente improrrogables.
Cuando la patente o modelo de utilidad expira, expira así mismo la protección y la invención pasa a pertenecer al dominio público; es decir, el titular deja de tener derechos exclusivos sobre la invención, que pasa a estar disponible para la explotación comercial por terceros.
El derecho exclusivo de explotación de la invención patentada confiere a su titular las siguientes prerrogativas:
- Si la materia objeto de la patente es un producto, el derecho de impedir a otras personas que fabriquen, usen, vendan, ofrezcan en venta o importen el producto patentado, sin consentimiento, y
- Si la materia objeto de la patente es un proceso, el derecho de impedir a otras personas que utilicen ese proceso y que usen, vendan, ofrezcan en venta o importen el producto obtenido directamente de ese proceso, sin su consentimiento.

Prioridad.
Cuando se solicite una patente después de hacerlo en otros países se podrá reconocer como fecha de prioridad la de presentación en aquel que lo hizo primero, siempre que se presente dentro de los plazos que determinen los Tratados Internacionales o, en su defecto, dentro de los doce meses siguientes a la solicitud de patente en el país de origen.

## Derecho del inventor
En todos los casos, el o los inventores tienen este derecho:
- Reconocimiento al nombre.
- Solicitar la patente.

## Derecho de explotación
El titular de la patente tiene lo que se denomina un derecho negativo sobre la tecnología patentada. Este derecho le permite impedir que terceros sin su consentimiento:
- Fabriquen, usen, vendan o importen el producto patentado.
- Usen el proceso patentado, y usen, vendan o importen el producto obtenido a través de ese proceso.

El titular puede permitir alguna de las actividades anteriores a determinada persona o empresa, otorgando una licencia y recibiendo un pago que se conoce como regalía (royalties). También puede transferir la titularidad de la patente, o ceder su derecho, mediante un pago fijo. Después de esto, el titular original ya nada tiene que ver con la explotación de esa patente.

## Invenciones laborales o libres
Las invenciones laborales pertenecen a la empresa, las invenciones libres al inventor. Si el inventor tiene una relación de trabajo con un patrón, el Artículo 14 de la Ley de la Propiedad Industrial refiere al Artículo 163 de la Ley Federal del Trabajo, que dice:

CAPÍTULO V. Invenciones de los trabajadores. Artículo 163 La atribución de los derechos al nombre y a la propiedad y explotación de las invenciones realizadas en la empresa, se regirá por las normas siguientes:
- El inventor tendrá derecho a que su nombre figure como autor de la invención.
- Cuando el trabajador se dedique a trabajos de investigación o de perfeccionamiento de los procedimientos utilizados en la empresa, por cuenta de ésta la propiedad de la invención y el derecho a la explotación de la patente corresponderán al patrón. El inventor, independientemente del salario que hubiese percibido, tendrá derecho a una compensación complementaria, que se fijará por convenio de las partes o por la Junta de Conciliación y Arbitraje cuando la importancia de la invención y los beneficios que puedan reportar al patrón no guarden proporción con el salario percibido por el inventor.
- En cualquier otro caso, la propiedad de la invención corresponderá a la persona o personas que la realizaron, pero el patrón tendrá un derecho preferente, en igualdad de circunstancias, al uso exclusivo o a la adquisición de la invención y de las correspondientes patentes.

Ley de la Propiedad Industrial Publicación 1991 (hace 25 años) - Última modificación 2006

## Regulación por países
No existen las patentes mundiales. Las patentes, al igual que otros derechos de Propiedad Industrial, están limitados territorialmente y las concede el Estado. Sin embargo, la misma invención se puede proteger por patente en varios países haciendo uso de los Tratados Internacionales y los Acuerdos Regionales que se han firmado sobre la materia. En la actualidad existen cinco organizaciones que conceden patentes regionales:
- Oficina Europea de Patentes (EPO)
- Organización Euroasiática de Patentes (EAPO)
- Organización Africana de la Propiedad Intelectual (OAPI)
- Organización Regional Africana de Propiedad Industrial (ARIPO)
- Oficina de Patentes del Consejo de Cooperación de los Estados Árabes del Golfo (GCC)

También es posible solicitar una patente PCT como paso previo a solicitar una patente en varios o muchos países (hasta 148), y que facilita y abarata los trámites nacionales.

### Las patentes en Europa
Las patentes en la Unión Europea están basadas en dos sistemas: la patente nacional y la europea. Ninguna de las dos tiene una legislación comunitaria detrás. Las patentes nacionales fueron las primeras que aparecieron. Estas patentes han sido armonizadas de facto en todos los países de la Unión: todos los miembros de la Unión Europea han firmado el Convenio de la Unión de París para la protección de la propiedad intelectual (20 de marzo de 1983) y el acuerdo TRIPS (Trade-Related aspects of Intellectual Property rightS), o por sus siglas en español ADPIC (Acuerdo sobre los Aspectos de los Derechos de Propiedad Intelectual relacionados con el Comercio) el 15 de abril de 1994.
La patente europea se basa en el EPC (European Patent Convention/Convenio sobre la Patente Europea, CPE) o Convenio de Múnich de 1973. El CPE concede derechos en tantos países de la UE como lo desee el solicitante. Esto dota de una gran flexibilidad. El CPE no proporciona un tribunal a nivel europeo, sino que los tribunales nacionales son los que han de resolver los problemas que surjan. Nada impide a diferentes tribunales dirimir las solicitudes que se les hagan de diferente forma. El CPE estableció la Oficina Europea de Patentes para gestionar las patentes europeas.
El 24 de julio de 1997 la Comisión Europea presentó el Libro Verde sobre la patente comunitaria y el sistema de patentes en Europa. Como resultado del debate iniciado por este papel la comisión desarrolló una comunicación para el Consejo Europeo, el Parlamento Europeo y el Comité Económico y Social sobre este Libro Verde. En esta comunicación, la Comisión propuso diferentes iniciativas y legislación sobre la patente comunitaria. El 5 de julio de 2000, la Comisión presentó una propuesta para una regulación del consejo sobre la patente comunitaria (COM(2000) 412 final). El Consejo desea que esta propuesta se apruebe lo antes posible pero no parece fácil.
Existe un procedimiento internacional unificado que permite solicitar de manera centralizada una patente, cuya tramitación posterior puede dar lugar potencialmente a un conjunto de patentes en muchos países. Es el denominado procedimiento PCT (Patent Cooperation Treaty/Tratado de cooperación en materia de patentes). El procedimiento PCT puede continuarse directamente como solicitud de patentes nacionales o como solicitud europea ante la Oficina Europea de Patentes.

#### La patente comunitaria
El sistema de patente comunitaria propuesta por la Comisión debe convivir con los sistemas en uso (los sistemas nacionales y el CPE). La coherencia entre estos sistemas se consigue gracias a la adhesión de la UE al Convenio de Múnich. La OEP será la organización que se encargue de examinar las patentes y conceder la patente comunitaria. La OEP seguiría haciendo el mismo trabajo de siempre.
Las principales características de la patente comunitaria son unidad y autonomía. Solo se pueden conceder, trasmitir, revocar o expirar para toda la UE y solo pueden estar sujetas a la legislación propuesta y al derecho general de la UE. El CPE regulará el procedimiento de concesión de la patente y los requisitos de patentabilidad de esta patente comunitaria. Esta patente es, en definitiva, una patente europea en el sentido del Convenio de Múnich en la que el área de aplicación es toda la UE.
A día de hoy, el coste medio de una patente europea (para ocho países) es, aproximadamente, EUR 30.000. El coste de las traducciones se lleva el 39 % del total. La propuesta de la Comisión trata de reducir el coste de la patente reduciendo el coste de la traducción y del procedimiento.
Para reducir el coste de la traducción la propuesta requiere la traducción de toda la petición de patente a una sola lengua de las de trabajo de la OEP y dos traducciones adicionales de las reivindicaciones a las otras dos. Así, traducir una patente completa a todos los idiomas comunitarios costaría unos 17.000 €, a las tres lenguas de la OEP, 5.100 €, y, según la propuesta de la comisión, 2.200 €. Está claro que es mucho más barato.
Otra propuesta de la comisión es igualar el coste de los procedimientos con los de los principales socios comerciales. La patente europea es tres veces más cara que la japonesa y casi cinco veces más cara que la estadounidense. Como es la OEP quien examina las patentes y sus tarifas vienen fijadas por el Convenio de Múnich la Comisión no puede cambiarlas. Pero si que puede modificar los costes de renovación y lo hace acercando la patente europea a la japonesa y la estadounidense.
Para resolver los problemas legales que surjan alrededor de las patentes la Comisión propone la creación de un Tribunal Comunitario sobre Propiedad Intelectual. De esta forma se conseguiría la uniformidad en la legislación y la jurisprudencia.
El nacimiento de la patente comunitaria está siendo muy difícil. Un asunto tan importante como es la propiedad industrial no es fácilmente dejado de lado por los estados miembros.

#### Patentes y programas de ordenador en Europa
Las patentes de software no son un punto fácil y hay dos opiniones enfrentadas acerca de ellas: las patentes ayudarán a desarrollar la industria europea del software y las patentes impedirán su desarrollo. La tercera opción, dejar las cosas como están, también está siendo defendida por algunas empresas del sector como IBM.[cita requerida] De un lado la Comisión, la BSA e importantes empresas del software (europeas y, mayormente, no europeas). Del otro lado la comunidad del software de código abierto/software libre representada, fundamentalmente por Eurolinux y las principales PYMEs europeas del mundo de la informática. No es una legislación trivial. Las patentes pueden cambiar totalmente las reglas del juego para el desarrollo del software y, especialmente, el desarrollo del software OS/FS.
El Parlamento Europeo, en su directiva 11979/1/04 del 7 de marzo de 2005, estableció que:

Un programa de ordenador como tal no podrá constituir una invención patentable. (...) No se considerará que una invención implementada en ordenador aporta una contribución técnica meramente porque implique el uso de un ordenador, red u otro aparato programable. En consecuencia, no serán patentables las invenciones que utilizan programas informáticos, expresados en código fuente, en código objeto o en cualquier otra forma, que implementan métodos para el ejercicio de actividades económicas, matemáticos o de otro tipo y no producen efectos técnicos, aparte de la normal interacción física entre un programa y el ordenador, red o aparato programable de otro tipo en que se ejecute. (...) Los Estados miembros garantizarán que las invenciones implementadas en ordenador puedan reivindicarse como producto, es decir, como ordenador programado, red informática programada u otro aparato programado, o como procedimiento realizado por un ordenador, red informática o aparato mediante la ejecución de un programa.

Por otro lado, Estados Unidos permite patentar software, pero su normativa establece una distinción entre inventar y patentar. Esto hace que las confrontaciones legales sean muy superiores a las de otros países. Quien demuestre que ha sido el inventor de un producto tendrá preponderancia sobre quien lo ha patentado. En Hispanoamérica la patente de software es un tema poco desarrollado y la mayoría de los países hace un tratamiento intelectual del software en tanto que su registro se hace empleando los marcos regulatorios de derechos de autor.

#### Legislación
Los principios legales básicos sobre la patentabilidad de los programas de ordenador son dos:
Los programas de ordenador "como tales" no son patentables siguiendo el artículo 52 de la CPE. Obligadas por dicho tratado, las leyes nacionales reproducen este artículo de una forma u otra.
Las patentes se conceden a invenciones que poseen novedad, actividad inventiva y tienen una aplicación industrial.
Basados en los principios de lo que no se puede patentar y lo que no se considera una invención antes mencionados, diferentes tribunales europeos han resuelto que una invención técnica que usa un programa de ordenador es patentable. El primero y más importante de estos ejemplos viene de dos decisiones de la Cámara Técnica de Recursos de la Oficina Europea de Patentes, ambas involucrando a IBM. La Cámara llegó a la siguiente importante conclusión:

Según esta Cámara, un programa de ordenador "como tal" no es excluido de patentabilidad si el programa, cuando es ejecutado o cargado en un ordenador, produce, o es capaz de producir, un efecto técnico que va más allá de las interacciones físicas normales entre el programa y el ordenador en el que se ejecuta.

Al día de hoy, en Europa hay alrededor de 15.000 patentes para programas de ordenador y aproximadamente el 75 % de ellas corresponden a grandes empresas de software no europeas.
El 6 de julio de 2005 con una abrumadora mayoría de 648 de los 680 votos posibles, el Parlamento Europeo rechazó por completo la directiva de patentes de software mandando un claro mensaje en contra de la patentabilidad del software "como tal" en Europa.
El Tratado de Cooperación en Materia de Patentes (PCT) es un acuerdo internacional para racionalizar y facilitar la presentación de solicitudes de patente, la búsqueda de invenciones anteriores que podrían impedir que se aprobara la solicitud, y el examen de la solicitud, así como la divulgación de la información técnica contenida en las solicitudes. El Tratado no dispone la concesión de “patentes internacionales”: la tarea y la responsabilidad de otorgar las patentes compete de manera exclusiva a cada una de las oficinas de patentes de los países donde se solicita la protección o de las oficinas que actúan en nombre de esos países (las oficinas designadas). El PCT no entra en competencia con el Convenio de París, sino que lo complementa. En realidad, se trata de un acuerdo especial concertado en el marco del Convenio de París y que solo está abierto a los Estados que ya son parte en ese Convenio.

##### Principales objetivos del PCT
El principal objetivo del PCT es el de simplificar, hacer más eficaz y económico —desde el punto de vista de los usuarios del sistema de patentes y de las oficinas encargadas de administrarlo— el procedimiento para solicitar una patente de invención cuando se quiere solicitar en varios países:
1. Establece un sistema internacional ante una sola oficina de patentes (la “Oficina Receptora”) de presentación de una solicitud única (la “solicitud internacional”), redactada en un solo idioma, desplegando sus efectos en cada uno de los países parte del Tratado que el solicitante mencione (“designe”) en su solicitud.
2. Dispone el examen formal de la solicitud internacional por una sola oficina de patentes, la oficina receptora.
3. Somete cada solicitud internacional a una búsqueda internacional que conduce al establecimiento de un informe que cita los elementos pertinentes del estado de la técnica (esencialmente, los documentos de patentes publicados relativos a invenciones anteriores), los que tal vez habrá que tener en cuenta para determinar si la invención es patentable; este informe se entrega en primer lugar al solicitante y posteriormente a las demás partes interesadas.
4. Dispone la publicación internacional centralizada de las solicitudes internacionales y de los informes de búsqueda internacional, así como su comunicación a las Oficinas designadas. Y
5. Prevé la posibilidad de someter la solicitud a un examen preliminar internacional, que proporciona un informe a las oficinas que habrán de determinar si procede o no conceder la patente, así como al solicitante, emitiendo una opinión sobre la cuestión de si la invención cuya protección se reivindica responde a ciertos criterios internacionales de patentabilidad.

#### España 2016
En España la regulación de las patentes se encuentra contenida en la Ley 24/2015, de 24 de julio, de Patentes, que vino a sustituir a la anterior Ley 11/1986, de 20 de marzo. Son patentables, en todos los campos de la tecnología, las invenciones que sean nuevas, impliquen actividad inventiva y sean susceptibles de aplicación industrial, si bien se contienen determinadas excepciones por motivos de política legislativa, como los procedimientos de clonación de seres humanos, los procedimientos de modificación de la identidad genética germinal del ser humano, o las utilizaciones de embriones humanos con fines industriales o comerciales.
Anteriormente en España coexistían las patentes débiles (se concedían sin determinar si la invención era nueva) y las patentes fuertes (se concedían tras un examen que demostraba la novedad de la invención), pudiendo el solicitante obtener su patente por dos procedimientos distintos. Sin embargo, actualmente el sistema es único y da lugar a patentes fuertes, pues la Oficina Española de Patentes y Marcas (organismo público encargado de su concesión) realiza un examen sustantivo del cumplimiento de los requisitos de patentabilidad, basándose en un informe sobre el estado de la técnica y una opinión escrita. De esta manera las patentes españoles convergen cada vez más hacia un sistema similar al de los países de su entorno. En pos de una mayor agilidad en la concesión, el trámite de oposiciones de terceros pasa a realizarse durante un plazo de seis meses una vez concedida la patente.

## Solicitudes de patentes

### Documentos básicos para la presentación de las solicitudes de patentes
- Solicitud debidamente rellenada y firmada.
- Comprobante del pago de la tarifa. Original y 2 copias.
- Descripción de la invención (por triplicado).
- Reivindicaciones (por triplicado).
- Dibujo (s) Técnico (s) (por triplicado), en su caso.
- Resumen de la descripción de la invención (por triplicado).

En promedio el trámite de una patente, desde que ingresa la solicitud hasta que es emitido un dictamen de conclusión, sea una concesión o una negativa, es de 3 a 5 años.

### ¿Cómo se elabora una solicitud? ¿Cómo se presenta?
Una solicitud de patente consta de una memoria descriptiva de la invención, de ejemplos de cómo llevarla a cabo, de dibujos (en su caso; también puede constar de diagramas químicos, si la invención consiste en un producto químico) y de unas reivindicaciones, que detallan con precisión las características de la invención y que, si la patente es concedida, determinarán el alcance de la protección que otorgue. Por ejemplo, si se otorga la patente de un bolígrafo «caracterizado por ser recargable con la saliva del usuario», el titular de la patente podrá impedir la comercialización de bolígrafos que se recarguen con saliva.
Se debe rellenar un formulario de solicitud de patente y redactar la descripción de la invención. Para esto se respetaran ciertas reglas como:
- Incluir un título de la invención que debe ser descriptivo de lo que es o hace la invención y ser el mismo que el que se señala en el formulario de solicitud.
- Campo técnico al que se refiere la invención.
- Citar la información técnica relacionada con la invención.
- Al realizar una búsqueda técnica previa, tendrá referencias que podrá citar en la descripción.
- Explicación detallada de la invención.
- Los renglones de todas las hojas deben ser numeradas al menos de 5 en 5.
- Las figuras se tienen que describir de manera breve.
- Descripción de al menos una manera de llevar a cabo la invención.
- Las hojas deben ser numeradas de modo consecutivo y el numeral debe estar centrado ya sea en la parte superior o inferior.
- En el preámbulo de las reivindicaciones se indica qué es lo que se desea proteger.
- En la parte caracterizante de las reivindicaciones se indica qué diferencia lo que se desea proteger de lo que ya existe.
- La reivindicación dependiente incluye todas las características técnicas que se han mencionado en la reivindicación de la cual depende.
- El resumen de la descripción de la invención contendrá entre 100 y 200 palabras.
- Los dibujos van sin texto. Las gráficas, los esquemas de las etapas de un procedimiento y los diagramas se consideran como dibujos. Las figuras van numeradas de modo consecutivo.
- Las hojas de las figuras se numeran sin seguir el orden de los demás anexos de la solicitud.

El modelo de utilidad es aplicable a la mejora de una herramienta, máquina o aparato mecánico o eléctrico ya existente. No se aplica a una invención química, biotecnológica o de proceso. La protección por modelo de utilidad es de 10 años improrrogables y es de tipo territorial.
Con el registro por diseño industrial se protege solo el aspecto ornamental del objeto o dibujo, es decir, se protege la forma externa del mismo, no el uso, materiales o utilidad. La protección por diseño industrial es de 15 años improrrogables. En esta parte, ni el título ni la descripción deben contener información técnica del diseño.
Antes de presentar cualquier solicitud de invención es recomendable realizar una búsqueda tecnológica (independiente del trámite de solicitud de invención), ya que uno de los requisitos para proteger algo es la novedad absoluta. Presentar en un país una solicitud de patente para un dispositivo igual al que ya existe en otro país carece de sentido, porque no tiene novedad, y puede ser rechazada o incluso, en el caso de que fuera incorrectamente concedida, pedirse su anulación ante los tribunales.

## Patentes por países
La producción de patentes a nivel global es de siete millones cada año, y el mayor productor es China, con más de 700 mil patentes; Japón, por otro lado, es uno de los mayores productores de patentes por número de habitantes, y produce 2884 patentes por cada millón de habitantes.